# Poecilasma
Poecilasma är ett släkte av kräftdjur. Poecilasma ingår i familjen Poecilasmatidae.
Kladogram enligt Catalogue of Life:
| Poecilasma | \| \| Poecilasma inaequilaterale \| \| \| \| \| \| Poecilasma kaempferi \| \| \| \| |
|            | \| \| Poecilasma inaequilaterale \| \| \| \| \| \| Poecilasma kaempferi \| \| \| \| |
|            | Glyptelasma                                                                         |
|            |                                                                                     |
|            | Megalasma                                                                           |
|            |                                                                                     |
|            | Octolasmis                                                                          |
|            |                                                                                     |
|            | Pagurolepas                                                                         |
|            |                                                                                     |
|            | Temnaspis                                                                           |
|            |                                                                                     |
|            | Trilasmis                                                                           |
|            |                                                                                     |
|            | Poecilasma inaequilaterale                                                          |
|            |                                                                                     |
|            | Poecilasma kaempferi                                                                |
|            |                                                                                     |

|  | Poecilasma inaequilaterale |
|  |                            |
|  | Poecilasma kaempferi       |
|  |                            |